# Katonai híradás

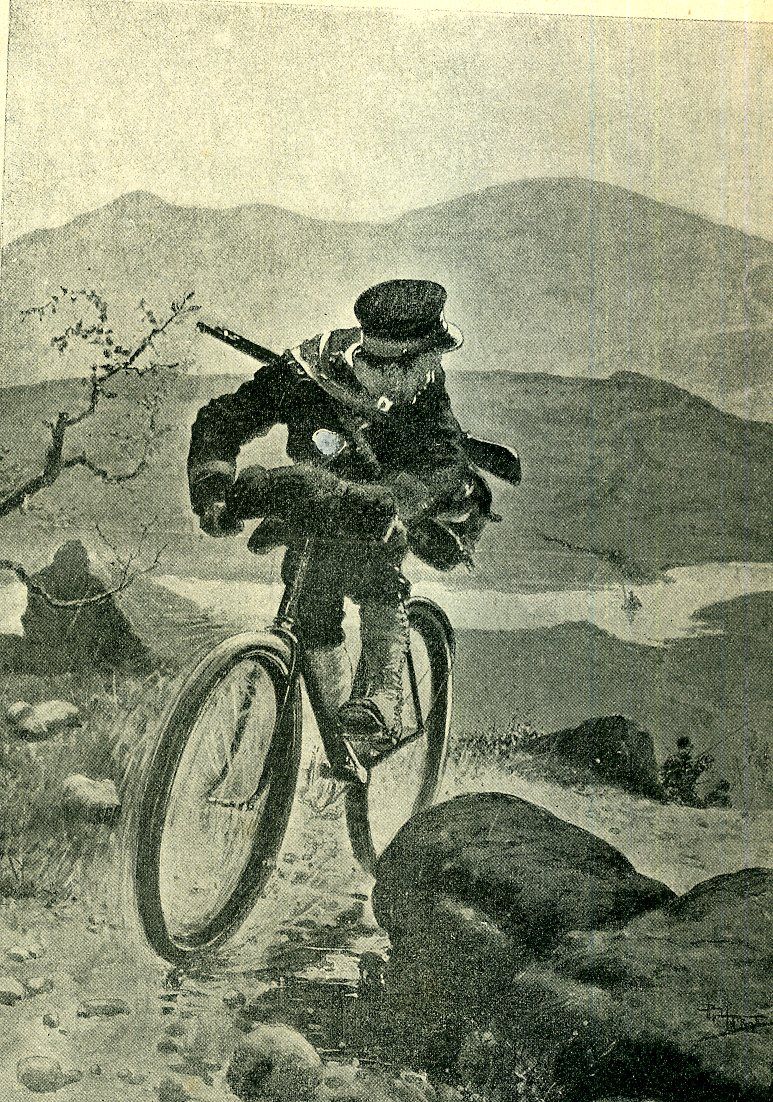
A kozákok elől menekülő kerékpáros japán futár az orosz–japán háborúban

A katonai híradás (hírközlés, távközlés, információtovábbítás, adattovábbítás) a katonai vezetés (command and control) elengedhetetlen vezetésbiztosítási eleme, komplex vezetéstechnikai eszközrendszere.
A katonai híradás, a híradó csapatok tevékenysége teszi lehetővé a katonai rendeltetésű információk (parancsok, utasítások, jelek, jelzések, jelentések, közlemények, közlések, szabályozó és módosító rendelkezések, okmányok) továbbítását a parancsnokságok és a harcoló alakulatok között.
A katonai híradást pontosan, hitelesen, rejtetten és időben kell elvégezni. Az információk áramlását különböző fajtájú, típusú híradó eszközök révén valósítják meg.

## Története

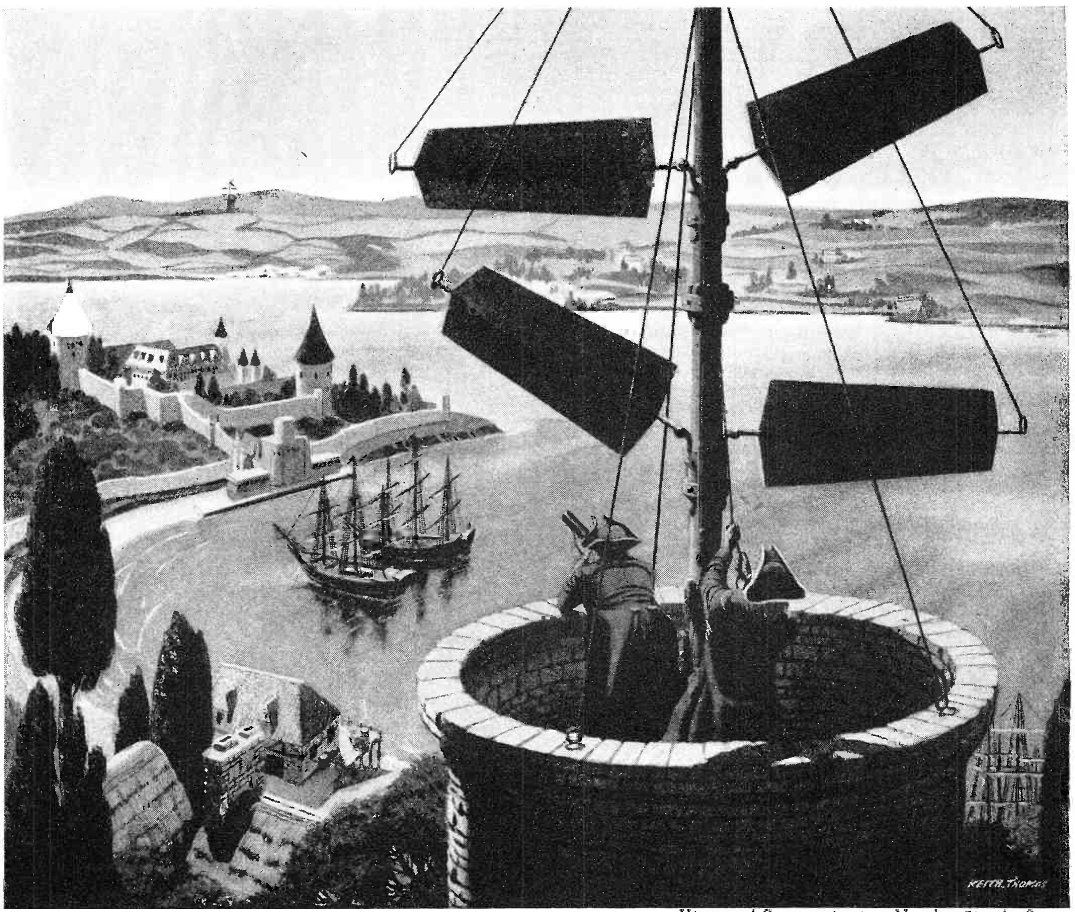
Szemaforok Napóleon hadseregének szolgálatában

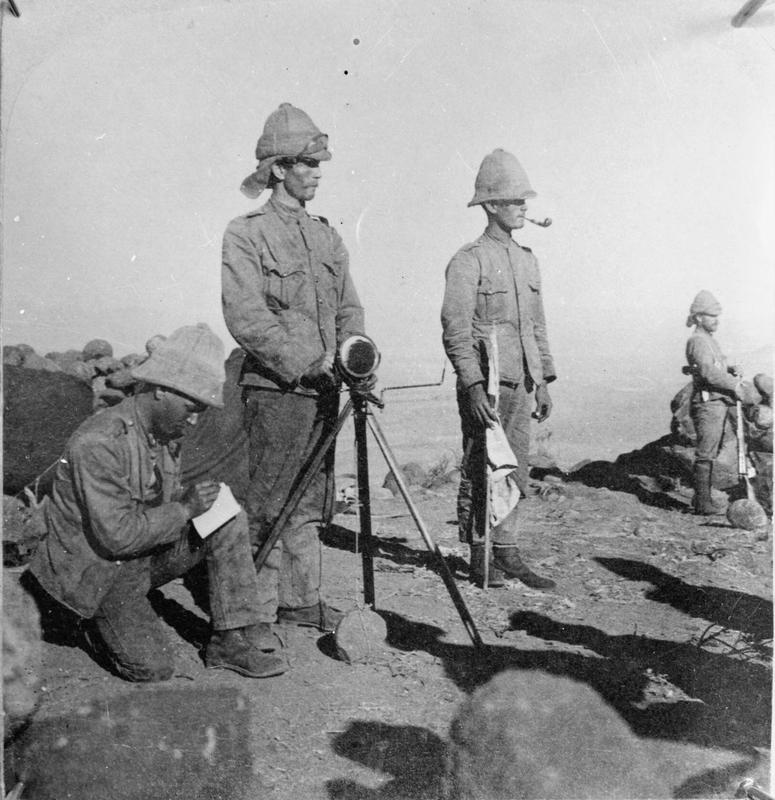
Brit katonák heliográffal a második búr háborúban

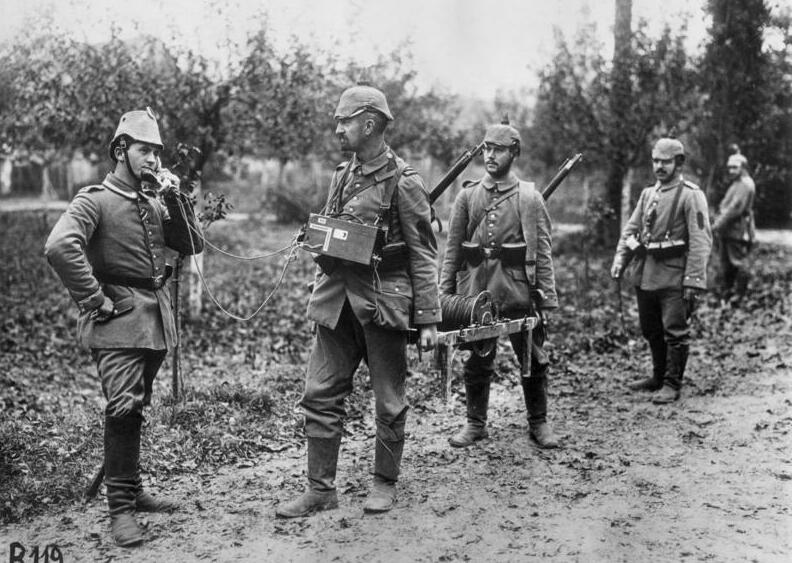
Német katonák telefonvonalat fektetnek az első világháború alatt.

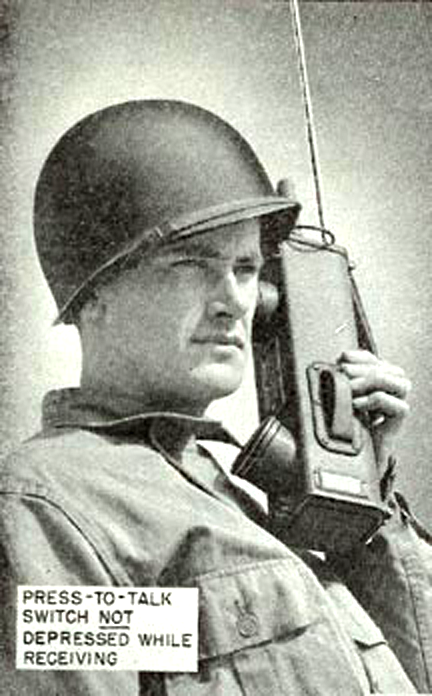
Amerikai katona SCR-536 rádióval

A katonai kommunikáció egyik fő feladata ősidők óta az ellenség közeledtére való figyelmeztetés volt. Az erről szóló értesítés módjai különbözőek voltak: tűzjelzés, harangozás, dobverés. Ami a csatatéren folytatott kommunikációt illeti, az ókorban a parancsnok általában láthatta és irányíthatta csapatait, hanggal, egyezményes egyezményes jelekkel adva parancsokat adva vagy személyes példamutatással. A legősibb parancsnoki és irányítási eszközök közé tartoznak a sípok, kürtök és dobok, amelyek segítségével támadást, visszavonulást stb. jeleztek.
A harcolók számának növekedésével a csatatér bővült, a sereg több részre oszlott. A parancsok közvetítésére és a beosztottak jelentéseinek továbbítására gyalogos és lovas hírvivőket kezdtek alkalmazni. Az ilyen feladatokra specializálódó katonák lettek az első híradókatonák. Oroszországban például a 18. században kezdték alkalmazni az állandó futárokat, a 18. század végén egy speciális futár alakulat is létrejött.
A lovas futárok gyakran lassúnak bizonyultak a feladatok ellátásához nagy távolságokon, ezért fény- és füstlánc segítségével próbáltak jeleket továbbítani nagy távolságokra, de ezzel csak a legegyszerűbb információkat tudták továbbítani. Olyan kommunikációs módszerekre volt szükség, amelyek lehetővé teszik a szavak és kifejezések továbbítását. Az első ilyen technikai kommunikációs eszköz az optikai távíró volt, amelyet az első koalíciós háború idején használtak először: 1794. szeptember 1-jén a Claude Chappe által kifejlesztett optikai távíró révén a párizsiak még egy órán belül távíróértesítést kaptak arról, hogy a francia hadsereg visszafoglalta Condé városát az osztrákoktól. Napóleon fényes győzelmeinek egy részét az optikai távírónak köszönhette, amelynek segítségével gyorsan tudta továbbítani parancsait nagy távolságokra. A szemafor távíró állandó vonalai azonban nem tudtak kommunikációt biztosítani a csapatokkal, amelyek gyakran változtatták helyüket.
A 19. század első felében feltalálták az elektromos távírót, amelyet eleinte főleg a főparancsnokság és a nagy parancsnokságok közötti kommunikációra használtak, mivel az állandó távíróvonalak a hadtestekkel és hadosztályokkal való kommunikációhoz nem voltak elegendőek. Szevasztopol ostroma (1854–1855) során alkalmazták először az orosz hadseregben a katonai elektromos távírót. Szemafor távírót, jelzőzászlót és éjszakai fényjelzést is használtak.
1869-ben a brit Henry Christopher Mance feltalálta a tükörtávírót (heliográf), amely a napfény és tükrökkel segítségével létrehozott fényvillanások révén továbbított információt morzekóddal. A tükörtávírót számos ország hadseregében használták a 19. században és a 20. század elején (Nagy-Britannia és Ausztrália hadseregében egészen az 1960-as évekig).
1876-ban feltalálták a telefont, de a hadseregben eleinte csak erődítményeken belül használták. A 20. század elején feltalált rádiót eleinte a haditengerészetben használták, de az ott kifejlesztett eszközök révén hamarosan a szárazföldi erőknél is bevezették.
Az orosz–japán háború során már használták a tábori telefont, ami lehetővé tette a tüzérség megfigyelőpontokról történő irányítását. A rádiót is e háborúban használták először az orosz hadseregben.
Az első világháború idején a tábori telefonok már megfelelő hordozhatóságot értek el (ha nem vesszük figyelembe a nehéz kábeltekercseket). A rádiót a frontok, a hadseregek és a hadtestek főhadiszállásán, valamint a tüzérségben és a repülésben használták. Az első hordozható rádióállomások már megjelentek, de meglehetősen terjedelmesek voltak, és még nem terjedtek el széles körben. Az információk továbbítására továbbra is széles körben használták az összekötő tiszteket, futárokat, akik nemcsak lovakat, hanem motorokat, autókat és repülőgépeket is használni kezdtek. A csatatereken zászlókkal (nappal 1,5 km-ig), lámpával, jelzőfáklyával (éjszaka 3 km-ig), rövid távolságon síppal is adtak jeleket, és postagalambokat is bevetettek.
A második világháború során gyorsan fejlődtek a hordozható rádiók. Az első walkie-talkiet a Galvin Manufacturing Company (a Motorola, Inc. elődje) készítette 1940-ben.
A Szovjetunióban ugyan a Vörös Hadsereg kötelékében léteztek rádióállomások, de a második világháború elején a vezérkar a vezetékes telefon-összeköttetést preferálta. 1942-ben kaptak a frontok, a hadseregek parancsnokai, majd az alakulatok parancsnokai személyes rádióállomásokat a hozzájuk rendelt rádiósokkal és rejtjelzővel. A Lend-Lease keretében amerikai rádióberendezések is érkeztek, de megindult a hazai gyártás is. 1943-ra a szovjet hadsereget teljesen felszerelték rádiókommunikációs eszközökkel. Az igazán könnyű, kompakt, jól használható eszközök azonban csak a 60-as évekre terjedtek el.
2002-ben az Egyesült Államok megkezdte a műholdas kommunikációs rendszer létrehozását.

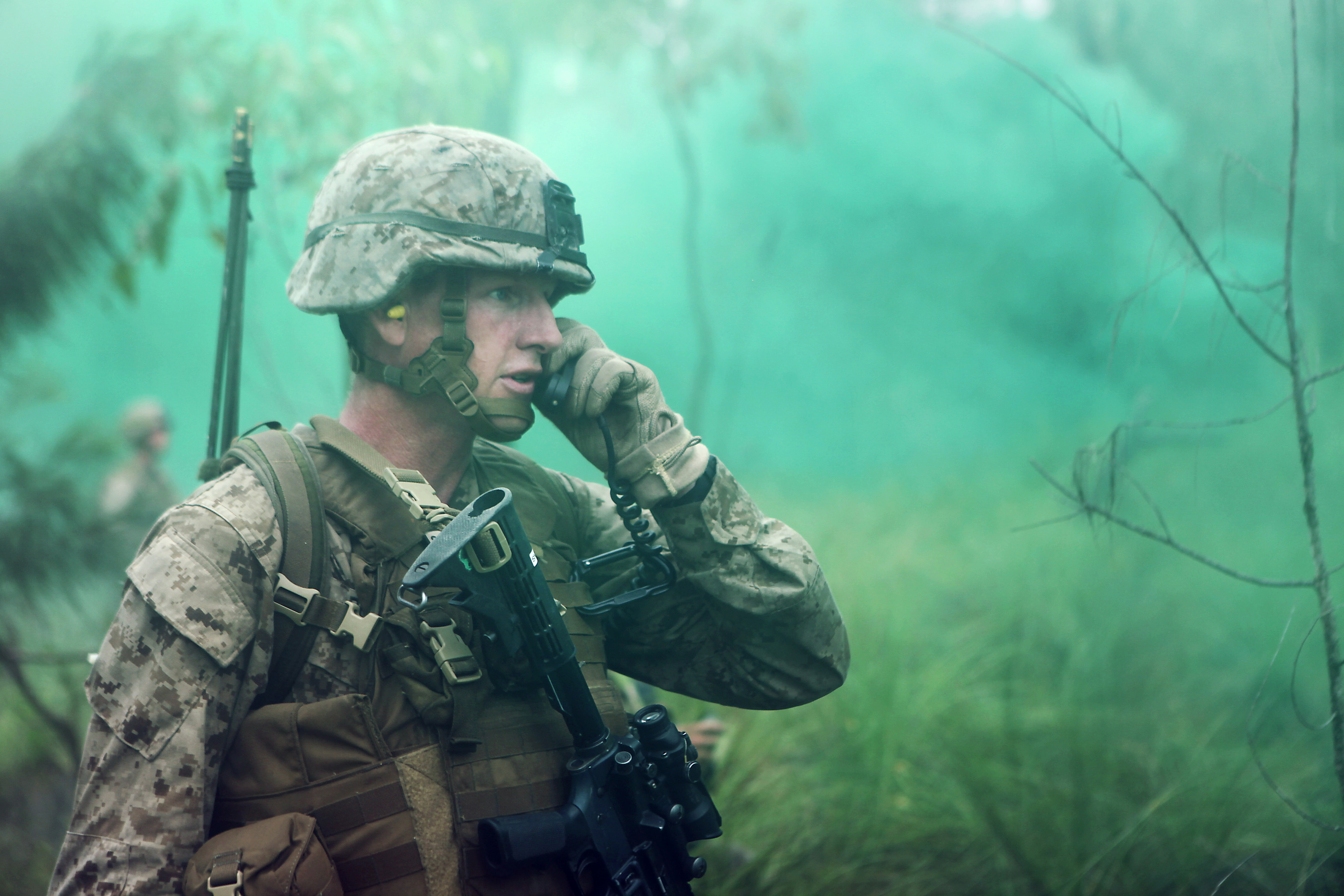
Amerikai tengerészgyalogos kiképzés során, 2012

A korszerű katonai kommunikációs rendszerek egyik legsúlyosabb problémája a különböző szövetséges országok különböző katonai alakulatai kommunikációs eszközeinek összehangolása. 1999-ben Jugoszlávia bombázása során a német és az amerikai harci repülőgépek közös feladatokat hajtottak végre, a pilóták azonban minden részletparancsot a saját központi parancsnokságuktól kaptak rejtjelzési kompatibilitási problémák miatt.

## A katonai híradás fajtái
A katonai híradás fajtáit különféleképpen osztályozzák. Megkülönböztetnek béke idején folytatott és háború híradást. A híradó tevékenység rendeltetése szerint felosztható parancsnoksági, együttműködési, riasztási, tájékoztatási, és értesítési híradásra. Vezetési szint szerint a híradás lehet hadászati, hadműveleti és harcászati híradás. A hadműveleti és harcászati híradást együttesen csapathíradásnak nevezik.
Területileg a katonai híradás lehet országos (Magyarországon a Honvédelmi Minisztérium és Vezérkar szintjén), haderőnemi és regionális híradás.
A közlemények és okmányok továbbítási módja szerint a híradás lehet szerint elektromágneses, jelzős, futár- és táboriposta-híradás. Az információtovábbítás módja (üzemmódja, médiatípusa) szerint megkülönböztethető a hangtovábbító, szövegtovábbító, képtovábbító vagy multimédiás, valamint vezetékes és vezeték nélküli híradás.
A vezetékes híradás működhet fémvezetők vagy fényvezetók (optikai kábelek) révén. A vezeték nélküli híradás eszközei a különböző rádiók, műholdas távközlési (híradó) állomások, troposzférikus, ionoszférikus, optikai (lézeres), infravörös, ultraibolya hullámsávú híradó eszközök.
Az 1990-es években kerültek előtérbe a csapathíradásban a frekvenciaugratásos rádiók, a katonai rádiótelefonok és a műholdas földi és fedélzeti állomások. Növekedett a híradócsatornák sávszélessége, információtovábbító sebessége (Mbit/s, Gbit/s), elterjedtek a bonyolult csatornaösszegezési és modulációs eljárások.
Az informatika gyors térhódítása révén a katonai híradó eszközök egyre inkább számítógépes terminállá alakultak át, amelyek korszerű adattömörítési, adatkódolási és titkosítási eljárásokat használnak. A modern hadseregekben a „klasszikus” híradó főnökségek és szolgálatok integrált vezetésbiztosító főnökségekké, szolgálatokká szerveződtek át.

## Fordítás
- Ez a szócikk részben vagy egészben  a(z)   Военная связь című orosz Wikipédia-szócikk ezen változatának fordításán alapul.  Az eredeti cikk szerkesztőit annak laptörténete sorolja fel. Ez a jelzés csupán a megfogalmazás eredetét és a szerzői jogokat jelzi, nem szolgál a cikkben szereplő információk forrásmegjelöléseként.